# 龐蒂亞克 (伊利諾伊州)
龐蒂亞克（英語：Pontiac）是一個位於美國伊利諾伊州利文斯頓縣的城市。根據2010年美國人口普查，該地人口為11931人，而該地的面積約為21.57平方千米。同時該地也是利文斯頓縣的縣治。

## 地理
龐蒂亞克的座標為40°52′48″N 88°37′49″W / 40.88000°N 88.63028°W，而該地的平均海拔高度為202米（即664英尺）。